# アップルソース

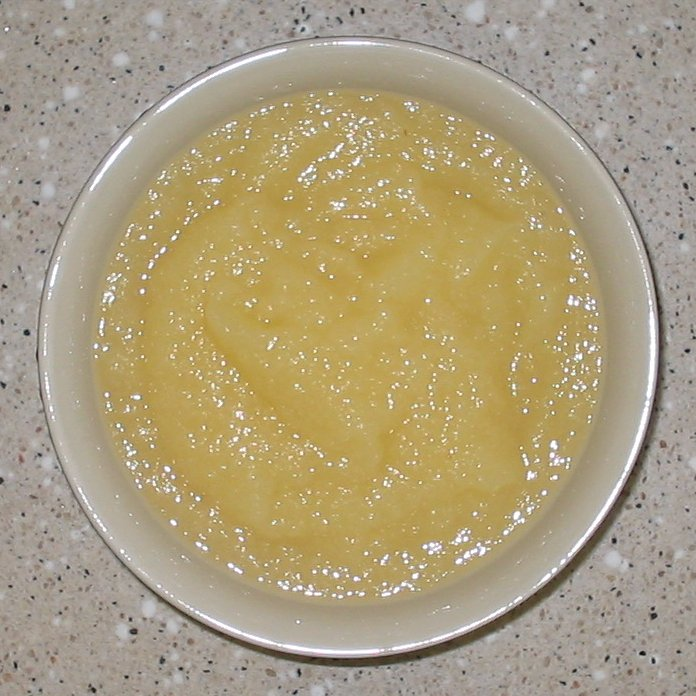
アップルソース

アップルソース（英：Apple sauce、仏：Compote de pommes、独：Apfelmus、Apfelbrei）は煮たリンゴをすり潰し、砂糖を加えたもの。様々なレシピがあり、皮の有無やカルダモンやシナモンのようなスパイスを加えるものもある。細かく摩り下ろしたり、角切りのリンゴの欠片が入っていたりすることもある。そのまま冷ましてデザートにしたり、ヨーグルトのトッピングにしたりする。またローストチキンなどの料理にかけることもある。
家庭で簡単に調理でき、スーパーマーケットなどで離乳食として販売されている。
適度な栄養があり消化吸収に優れることから、下痢の時の食事として利用されることもある。
アメリカ合衆国では子供に人気があり、中西部ではレストランで副菜として選べることがある。
米俗語として、「馬鹿げたこと、でたらめなこと」という意味がある。

## 健康
皮肉なことに、ハーバード大学医学部によると、アメリカのスラング「ばかげた、ばかげている」とは対照的に、一般的な野菜や果物と同様に、アップルソースのフラボノイドが豊富であり、記憶力の向上に役立つ。